# Adenia macrophylla
Adenia macrophylla là một loài thực vật có hoa trong họ Lạc tiên. Loài này được (Blume) Koord. mô tả khoa học đầu tiên năm 1912.